# Mad (Dunajská Streda)
Mad es un municipio del distrito de Dunajská Streda en la región de Trnava, Eslovaquia, con una población estimada a final del año 2024 de 576 habitantes.
Se encuentra ubicado al sur de la región, cerca de los ríos Danubio y Váh, y de la frontera con Hungría y la región de Bratislava.

## Demografía
| Año        | 1994 | 2004    | 2014    | 2024    |
| ---------- | ---- | ------- | ------- | ------- |
| Población  | 476  | 498     | 541     | 576     |
| Diferencia |      | +4,62 % | +8,63 % | +6,46 % |

| Año        | 2023 | 2024    |
| ---------- | ---- | ------- |
| Población  | 574  | 576     |
| Diferencia |      | +0,34 % |